# Zhang Rui (Fußballspielerin)
Zhang Rui (chinesisch 张睿; Pinyin Zhāng Ruì; * 17. Januar 1989 in Yantai, Shandong) ist eine chinesische Fußballspielerin und Rekordnationalspielerin ihres Landes.

## Karriere

### Vereine
Bei einem Team mit dem Namen Bayi, wobei es sich nicht um den Bayi FC handeln sollte, spielte sie von frühestens 2007 bis Ende 2016. Danach schloss sie sich Anfang 2017 dem Changchun Dazhong Zhuoyue WFC an und verblieb dort wiederum bis Ende 2019. Danach kehrte sie Anfang 2020 zu dem Team mit dem Namen Bayi wieder zurück und verblieb hier nochmal bis zum Ende dieses Jahres. Ab Anfang 2021 war ihre nächste Station dann der Shandong Sports Lottery WFC. Im Februar 2023 wechselte sie dann noch einmal zum Wuhan Jianghan University FC, ist aber bis Ende des Jahres noch an ihren ehemaligen Klub verliehen.

### Nationalmannschaft
Mit der chinesischen U20 spielte sie bei der Weltmeisterschaft 2008 und kam in allen drei Spielen der Mannschaft zum Einsatz. Zudem erzielte sie noch eines der zwei Tore ihrer Mannschaft bei diesem Turnier.
Ihr Debüt bei der A-Nationalmannschaft hatte sie dann irgendwann im Jahr 2009 und bei der Asienmeisterschaft 2010 gehörte sie auch mit zum Kader. Ein paar Jahre später war sie bei der Ostasienmeisterschaft 2013 dabei, wurde mit ihrem Team aber hier nur Vierte. Im Jahr danach wiederum folgte ihre Teilnahme mit der Mannschaft an den Asienspielen 2014.
Nach der Vorbereitung beim Algarve-Cup 2015 war sie auch Teil des Kaders bei der Weltmeisterschaft 2015 und kam hier zumindest im ersten Gruppenspiel zum Einsatz. Im nächsten Jahr gehörte sie dann auch zur Olympiaauswahl für die Spiele im Jahr 2016 und kam hier auf vier Einsätze.
Im Jahr 2018 landete sie mit ihrer Mannschaft bei der Asienmeisterschaft 2018 dann auf dem dritten Platz und gewann bei den Asienspielen 2018 die Silber-Medaille. Im Sommer des Folgejahres folgte dann noch bei der Weltmeisterschaft 2019 ihre zweite WM-Teilnahme. Zudem gewann sie bei der Asienmeisterschaft 2022 mit ihrer Mannschaft den Titel.
Am 5. Juli 2023 wurde sie für den finalen Kader bei der Weltmeisterschaft 2023 nominiert.